# Yves Gibeau
Yves Gibeau es un escritor francés nacido el 3 de enero de 1916 en Bouzy (Marne) y fallecido el 14 de octubre de 1994 en Roucy (Aisne).
Hijo de militar, Yves Gibeau siguió la carrera militar de 1929 a 1939, siendo movilizado para la II Guerra Mundial. Hecho prisionero de guerra al año siguiente, fue repatriado en diciembre de 1941 desde Alemania.
Después de la guerra ejerció la carrera periodística en el Combat y la revista Constellation.
Desde 1981 residió en Roucy hasta su muerte. El premio Yves Gibeau se concede a la obra literaria escogida entre cinco obras de autores contemporáneos editadas en edición de bolsillo.

## Obra

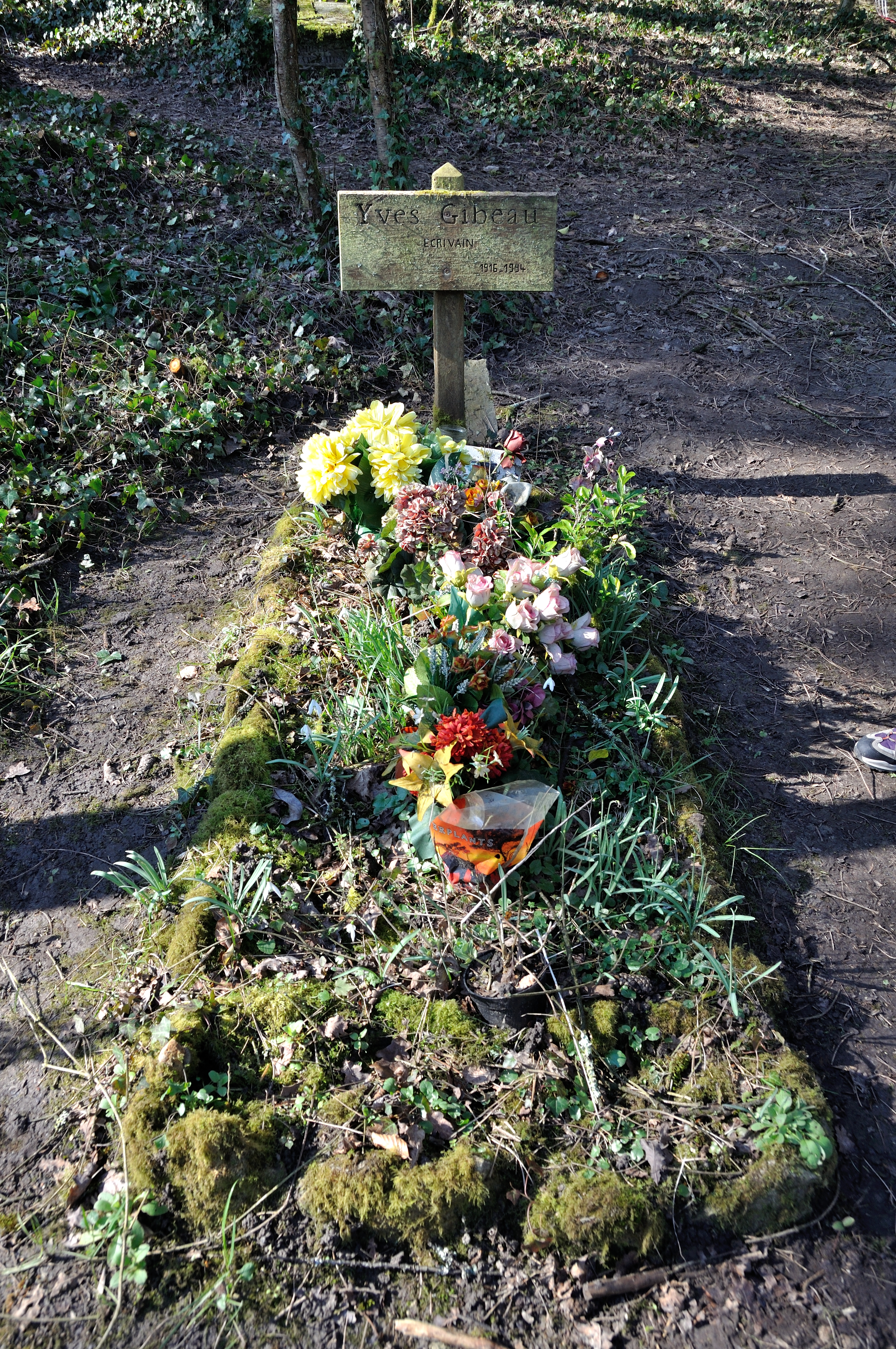
Tumba de Yves Gibeau en el antiguo cementerio de Craonne (Aisne).

- 1946: Cinq ans de prison, junto a Maurice Blézot, Maurice Bruezière, Maurice Gabé y Jean Darlac.
- 1947 : Le Grand Monôme.
- 1950 : ... Et la fête continue.
- 1952 : Allons z'enfants.
- 1953 : Les Gros Sous.
- 1956 : La Ligne droite.
- 1961 : La guerre, c'est la guerre.
- 1984 : Chemin des Dames.
- 1988 : Mourir idiot.
- 2005 : Les Dingues.